# Oléohydraulique
 (mai 2013).
Si vous disposez d'ouvrages ou d'articles de référence ou si vous connaissez des sites web de qualité traitant du thème abordé ici, merci de compléter l'article en donnant les références utiles à sa vérifiabilité et en les liant à la section « Notes et références ».

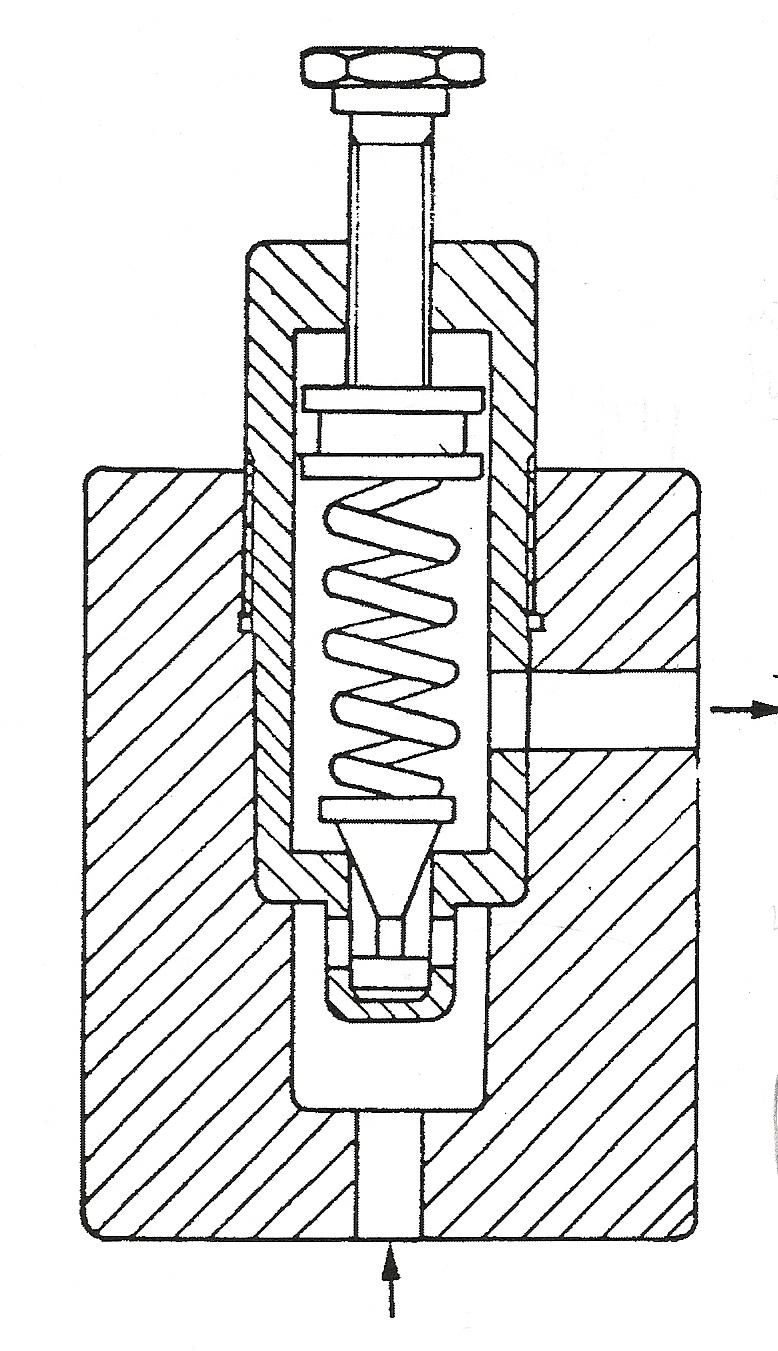
Soupape de décharge simple.

L'oléohydraulique est un domaine de la mécanique des fluides portant sur la gestion des huiles en mouvement. 

## Utilisation
Pourquoi l'huile est-elle utilisée comme fluide transfert ? À cette question, les deux principales réponses sont les suivantes :
1. L'huile est un fluide presque incompressible et permet donc contrairement à la pneumatique de transmettre un effort en peu de temps.
2. L'huile est un fluide visqueux et permet donc de lubrifier les composants (métalliques) tels que les pompes, distributeurs, vérins et autres.

## Définitions
Le matériel hydraulique est la grande famille de l'hydraulique industrielle (presses hydrauliques par exemple), ou des engins roulants de travaux publics (pelleteuse par exemple).
Les termes hydrodynamique, oléohydraulique, oléolique, hydromécanique sont aussi utilisés pour traiter du thème du matériel hydraulique qui est le grand générique dans les annuaires professionnels.
Le mot hydraulique est le plus commun, il vient du fait qu’au début on utilisait de l’eau, ensuite une émulsion huile et eau qui est encore un peu utilisée, notamment car c’est moins inflammable que l’huile.
Le préfixe hydro... est souvent utilisé pour le nom des entreprises qui traitent d’oléohydraulique. C'est un abus de langage, car ce n'est que le contexte de l'entreprise qui permet de savoir si l'on parle d'hydraulique ou d'oléohydraulique.
Les transmissions hydrostatiques est un autre terme principalement utilisé pour les circuits ouverts et fermés, par exemple une pompe oléohydraulique est entraînée par un moteur diesel, l’énergie est transmise par des canalisations jusqu’aux actionneurs hydrauliques, qui peuvent être à plusieurs dizaines de mètres, et enfin cette énergie oléohydraulique est converti en énergie mécanique : le moteur hydraulique transmet un mouvement de rotation, ou le vérin transmet une énergie de translation. L'huile retourne ensuite au réservoir qui alimente la pompe (circuit ouvert) ou directement à la pompe (circuit fermé), puis le cycle recommence.